# Северное Бузачи
Северное Бузачи — газонефтяное месторождение в Мангистауской области Казахстана, на полуострове Бузачи. Относится к Северо-Бузашинской нефтегазоносной области.
Открыто в 1975. Залежи на глубине 300—550 м. Начальные дебиты нефти 3,4-48 м³/сутки, начальные дебиты газа 25 до 54 тыс. м³/сутки. Плотность нефти 938—940 кг/м³.
Содержание серы — 2 %, парафина 1,5 %, асфальтенов 5,6-5,8 %.
Характерной особенностью нефтей является наличие в них промышленных концентраций ванадия и никеля.
Центр добычи — город Актау.
Разработка месторождения ведётся Buzachi Operating Ltd, являющимся совместной компанией (50/50) Nelson Petroleum Buzachi BV и китайской нефтяной компании CNPC. Предприятие Nelson Petroleum Buzachi BV зарегистрировано в Голландии, входит в группу Caspian Investment Resources Ltd, акционерами которой являются «ЛУКОЙЛ Оверсиз» (50 %) и китайская компания Sinopec.
В апреле 2014 года компания Лукойл Оверсиз объявила о продаже китайской Sinopec 50 % компании Caspian Investment Resources Ltd за 1.2 млрд $. Сделка была завершена в конце 2014 года.
Добыча нефти в 2008 году составила 1,8 млн тонн.

## Запасы
Извлекаемые запасы оцениваются приблизительно в 50-80 млн тонн нефти, геологические запасы — в 218 млн тонн нефти.